# Enchelycore lichenosa
Enchelycore lichenosa är en fiskart som först beskrevs av Jordan och Snyder, 1901.  Enchelycore lichenosa ingår i släktet Enchelycore och familjen Muraenidae. Inga underarter finns listade i Catalogue of Life.